# Pomponius Laetus

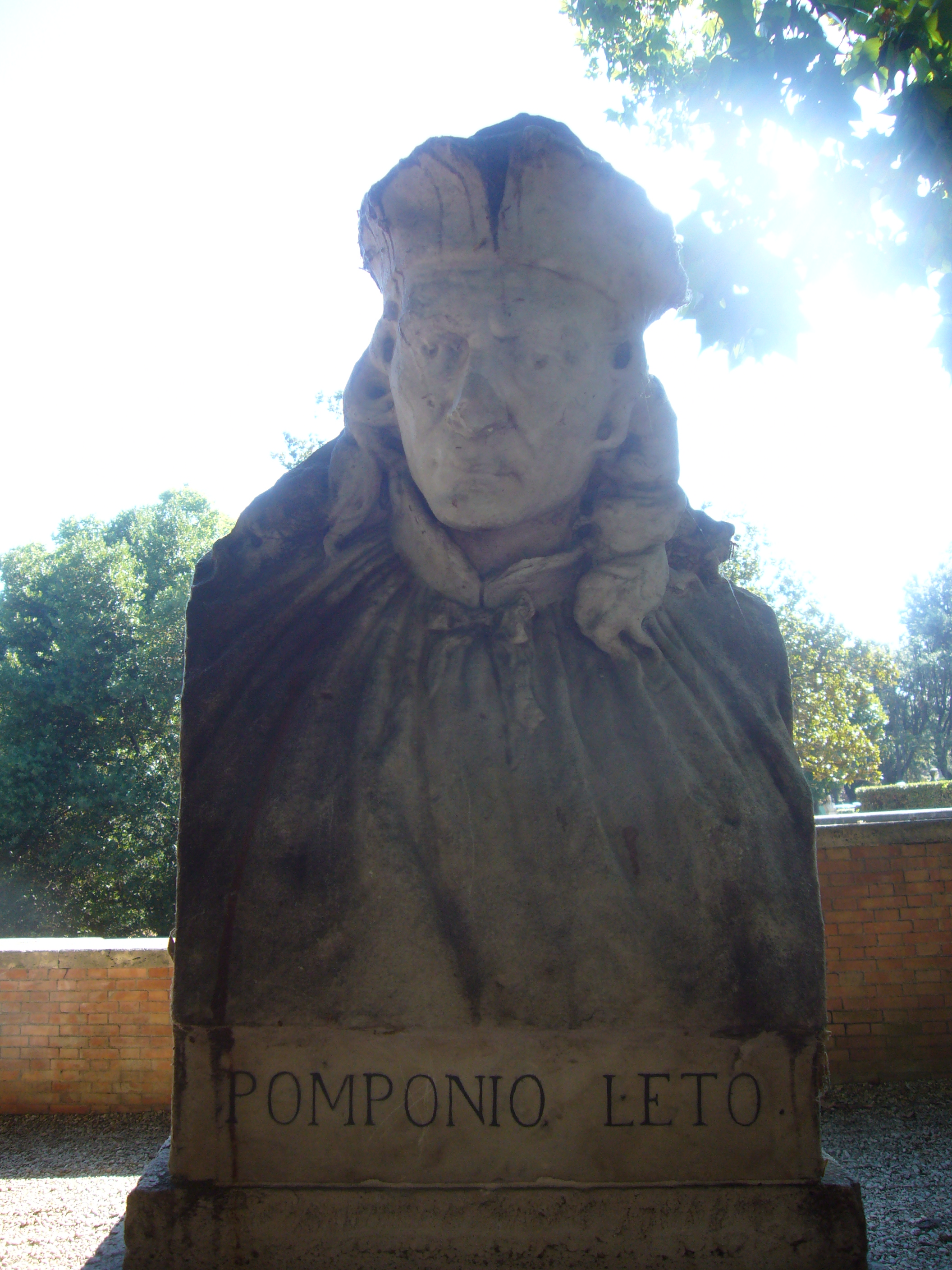
Buste van Pomponius Laetus

Julius Pomponius Laetus (1425-1497), ook wel Giulio Pomponio Leto genoemd, geboren te Salerno was een Italiaans humanist. Hij stichtte samen met Bartolomeo Platina de Academia Romana en stond bekend als iemand met een enorme voorliefde voor het oude Rome en het Romeinse Rijk. Tijdens zijn leven werd hij wel als de tweede Cato gezien.

## Leven
Het meeste wat men weet over Pomponius komt uit een brief van Marcus Antonius Coccius Sabellicus, een van zijn leerlingen. Hij was een bastaardzoon van het huis Sanseverino uit Napels, met welke hij weigerde veel te maken te hebben. Hij studeerde onder Laurentius Valla die hij in 1457 opvolgde als professor aan het Gymnasium Romanum. Rond deze tijd stichtte hij de Academia Romana, naar Romeins voorbeeld, maar ook met Plato's academie in gedachten. Hier onttrok hij zich met een aantal anderen aan de strikte kerkelijke scholastiek en moraal. De paus, Paulus II, had het echter niet zo op de humanisten en liet een aantal leden van de academia arresteren toen ze hun jaarlijks Palilia-festival hielden – een festival ter ere van de stichting van Rome. Bij de aanstelling van paus Sixtus IV in 1471 werd hij vrijgelaten en kon hij zijn werk gewoon voortzetten. Pomponius was een latinist die zichzelf een Romeinse naam had toegedicht (wat vele van zijn volgelingen ook deden) en hij wenste dan ook op Romeinse manier begraven te worden. Hij werd desalniettemin op christelijke wijze begraven in 1497 te San Salvatore, waar ook meer dan veertig bisschoppen bij aanwezig waren.